# Tauerntunnel (Eisenbahn)

Wappen der Gemeinde Mallnitz mit stilisiertem Tauerntunnel

Im Tauerntunnel als Scheiteltunnel unterfährt die Tauernbahn den Gebirgskamm der Hohen Tauern (Alpenhauptkamm) zwischen Böckstein im Gasteinertal in Salzburg und Mallnitz in einem Seitental des Mölltals in Kärnten. Er durchquert das Radhausbergmassiv genau unterhalb der Gamskarlspitze (2832 m ü. A.). 

## Das Tunnelbauwerk
Der – heute – 8.371 Meter lange Eisenbahntunnel ist geradlinig und war von Beginn an zweigleisig. Der Scheitelpunkt wird in 1226 m ü. A. erreicht. Der Bau des Tauerntunnels war technisch sehr anspruchsvoll. Im Jahr 1901 begann die Realisierung des Bauprojektes, das bis 1909 von der Bauunternehmung Redlich & Berger unter Einsatz von zahlreichen slowenischen, kroatischen, bosnischen und makedonischen Wanderarbeitern fertiggestellt wurde. Die Elektrifizierung erfolgte im Jahre 1925.

## Autoschleuse Tauernbahn
Seit 1920 werden Autos durch den Tunnel transportiert, woraus sich im Laufe der Zeit die Tauernschleuse entwickelte.
Die Fahrzeit der Autoschleuse beträgt ca. zwölf Minuten.

## Sanierungsmaßnahmen
2004 wurden umfangreiche, jahrelang dauernde Bauarbeiten zur Optimierung der Sicherheit im Tunnel abgeschlossen. Bei diesen Umbaumaßnahmen, mit denen auch eine Radiusverbesserung einherging, wurde ein Teil der Tunnelstrecke bei Böckstein freigelegt, sodass sich die Tunnellänge von ehemals 8.550 m um 179 m auf 8.371 m verkürzte. Das alte Nordportal von Böckstein steht heute als Denkmal eisenbahntechnischer Ingenieurskunst neben der neuen Trasse. Beide Tunnelportale tragen die Inschrift "FRANCISCO JOSEPHO I. IMP. MCMIX", deren Bedeutung auf Kaiser ("IMP." für Imperator) Franz Joseph I. und "MCMIX" auf das Eröffnungsjahr 1909 hinweist. 
Seit 2024 sanieren die ÖBB den Tauerntunnel in zwei Bauetappen 2024/2025 und 2027 umfassend. Im Zuge der Modernisierung werden das Tunnelgewölbe saniert und die bahntechnische Tunnelausrüstung erneuert. Bei den Arbeiten stürzte am 29. Dezember 2024 in der Nähe des Nordportals das Gewölbe auf einer Länge von etwa 15 m ein. Oberhalb der Einbruchstelle entstand ein Einsturzkrater. Verletzt wurde niemand. Eine Auswirkung auf den geplanten Zeitpunkt für die Fertigstellung der Arbeiten soll der Vorfall nicht haben. Die verlorene Zeit wurde aufgeholt und die Bauarbeiten im Juli 2025 im Zeitplan fertiggestellt. Für den Abschluss der Sanierungsarbeiten soll der Tauerntunnel im ersten Halbjahr 2027 fünf Monate lang gesperrt werden.

## Sonstiges
In den Bahnhöfen Mallnitz-Obervellach und Böckstein sind spezielle Tunnelrettungszüge stationiert.
Etwas außerhalb des Südportals, bei Kilometer 43,3, liegt die 2001 stillgelegte Haltestelle Mallnitz-Hinterthal, später als Tauerntunnel bezeichnet.
Der Tauerntunnel ist in stilisierter Form im Gemeindewappen von Mallnitz dargestellt.

## Galerie

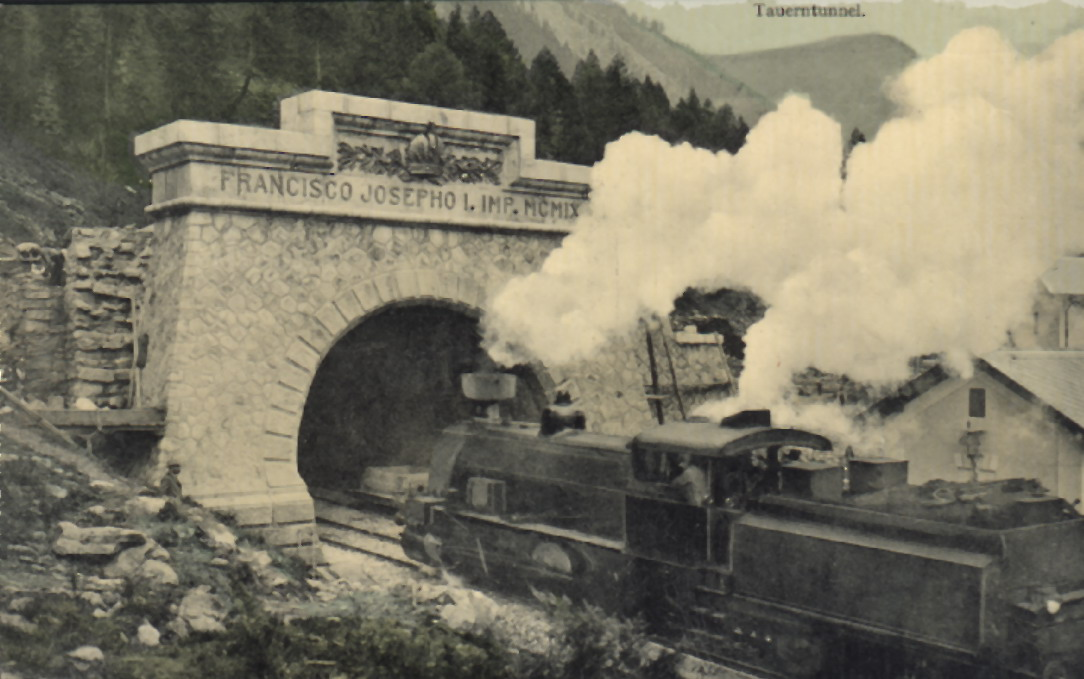
Südportal 1911
Nordportal 1911
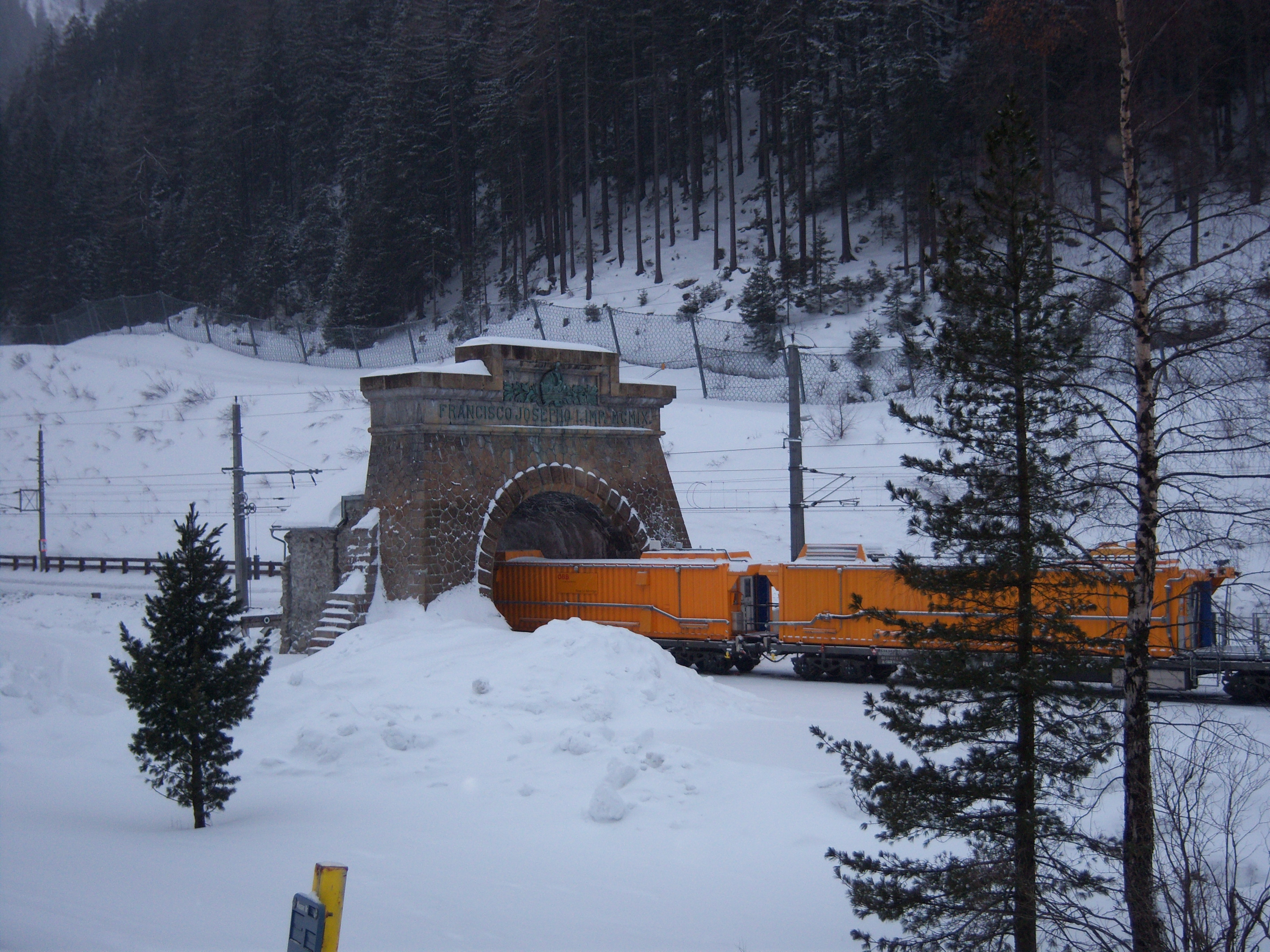
Das seit 2004 freistehende ehemalige Nordportal mit Tunnelrettungszug
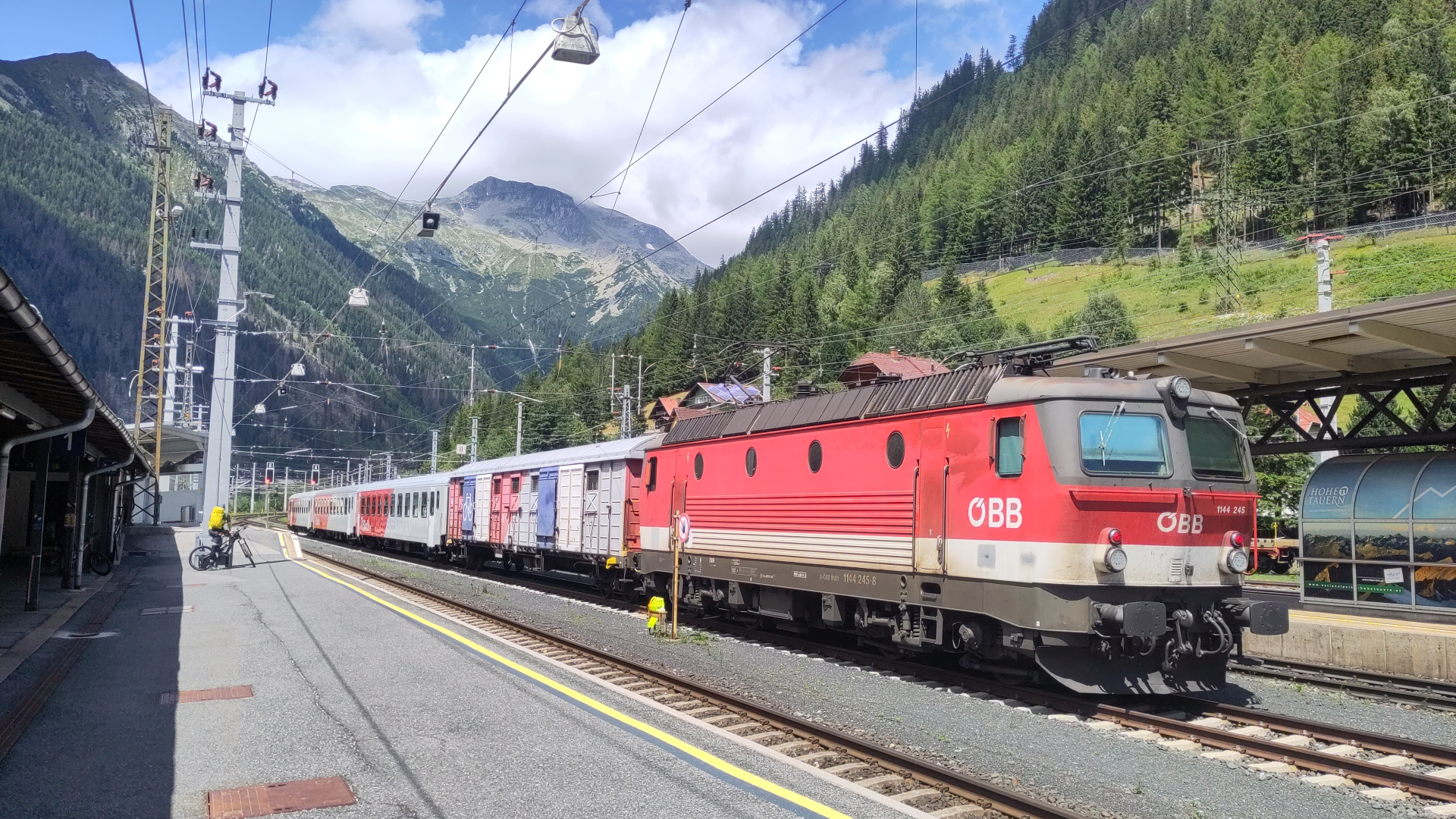
Zug im Bahnhof Mallnitz